# Cinico Angelini
Cinico Angelini, nome d'arte di Angelo Cinico (Crescentino, 12 novembre 1901 – Roma, 7 luglio 1983), è stato un direttore d'orchestra, arrangiatore e violinista italiano.
È stato una delle figure più note e influenti nella programmazione della radio italiana tra gli anni trenta e gli anni sessanta del Novecento.

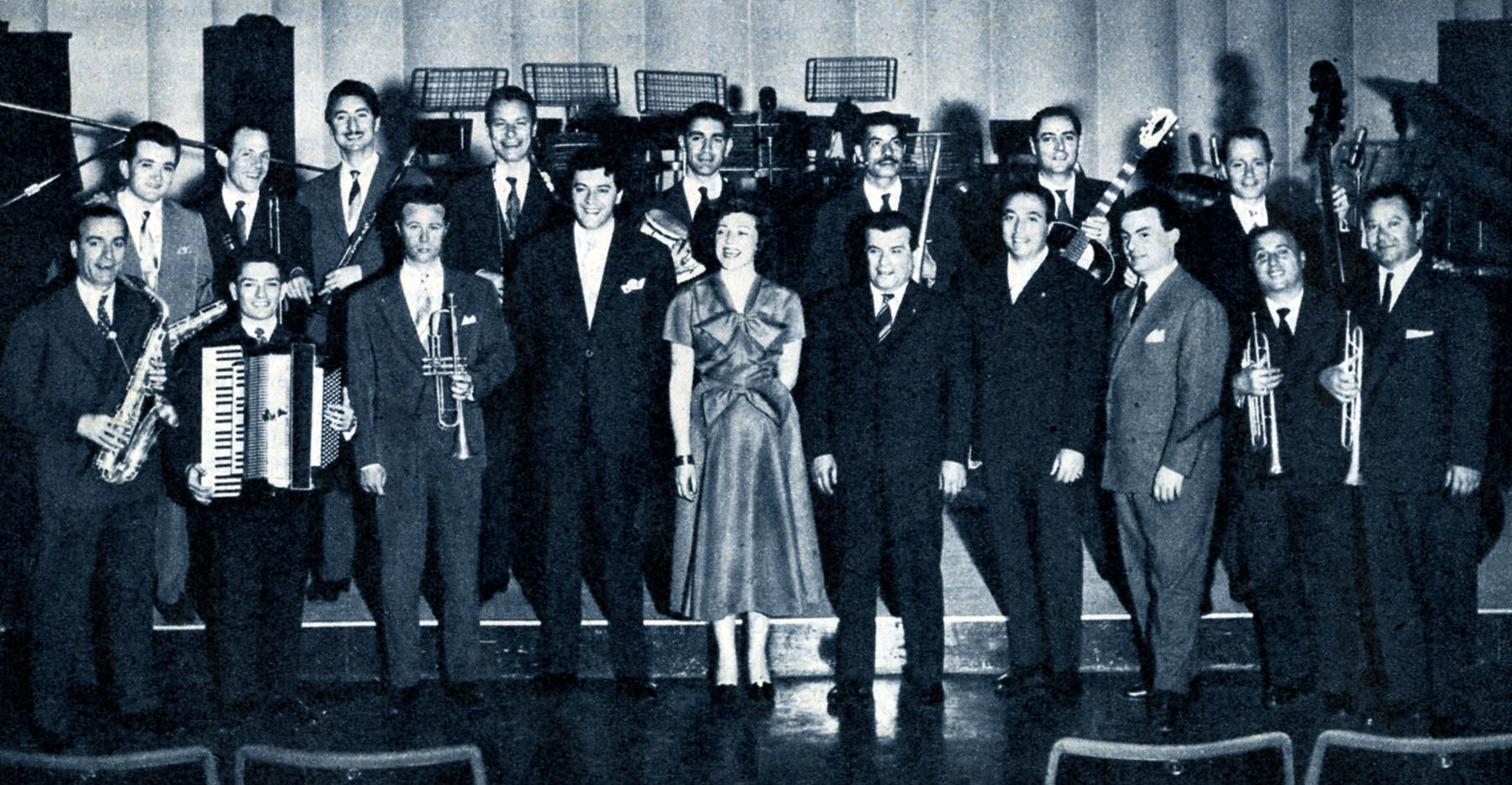
Angelini con la sua orchestra e i cantanti Achille Togliani, Carla Boni e Gino Latilla negli studi di Radio Rai 1955

## Biografia
Dopo il diploma in violino conseguito al  Conservatorio di Torino entra come orchestrale in alcune orchestre torinesi che suonano in locali pubblici tra la fine degli anni dieci e gli anni venti.
Direttore dell'orchestra da ballo della Sala Gay, uno dei locali più noti di Torino, incominciò a collaborare con l'EIAR nel 1928: mentre alla piccola orchestra della stazione del capoluogo piemontese erano affidati i concerti di "musica varia" (che alternavano i brani d'opera più popolari con romanze e con timide proposte di canzoni), la sua orchestra veniva spesso ripresa in diretta dalla sala grazie ad un'apparecchiatura rudimentale ma efficace, e portava nelle case i motivi "ballabili" del tempo.
I cantanti che partecipavano ai suoi programmi erano negli anni 30/40 Lina Termini, Alberto Rabagliati, Dea Garbaccio, Trio Lescano, Vittorio Belleli, nel dopoguerra e negli anni 50 Nilla Pizzi, Carla Boni, Gino Latilla, Achille Togliani, duo Fasano.

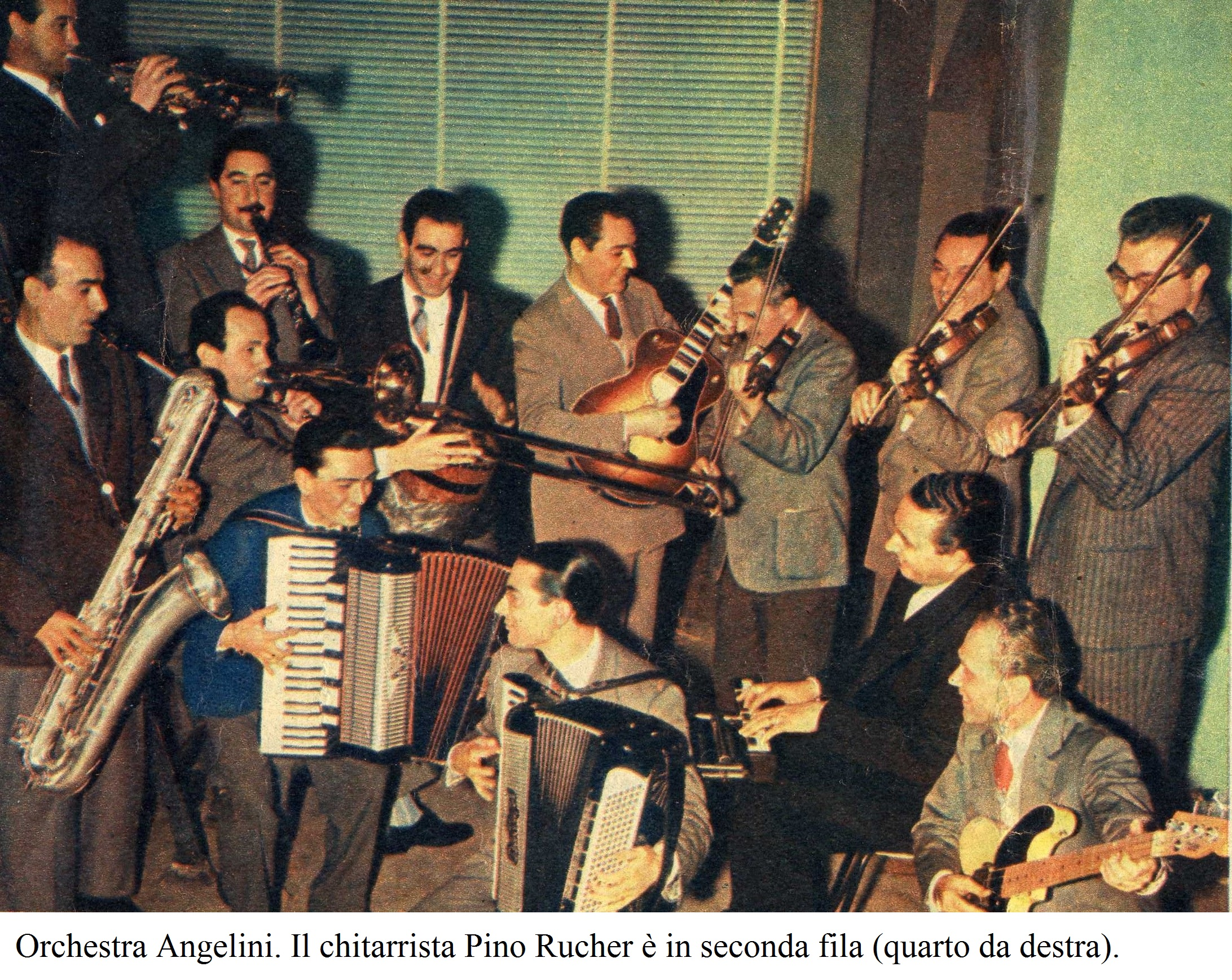
Orchestra Angelini. Il chitarrista Pino Rucher è in seconda fila (quarto da destra) accanto al batterista Mario Maschio (terzo da sinistra); il secondo da destra è il violinista Emilio Daniele.

## L'orchestra alla radio
Nel 1938 venne assunto dall'EIAR, sempre presso la sede di Torino, che allora era la principale del Paese, e fu messo a capo dell'orchestra di musica leggera e alla guida del fitto gruppo di cantanti della radio assunti per concorso in quegli stessi anni.
A renderlo popolare fu, tra l'altro, la contrapposizione, alimentata dalla stessa emittente, con l'orchestra diretta in quegli anni da Pippo Barzizza: mentre quest'ultima era considerata la promotrice in Italia della musica "all'americana", con una certa accentuazione ritmica e un cauto ricorso a dosi di swing, quella di Angelini era presentata come espressione di uno stile più tradizionale, caratterizzato da una strumentazione di tipo operistico (con ampia presenza di archi e un uso moderato dei fiati e quasi nullo delle percussioni), da una scarsa sottolineatura degli aspetti ritmici e dalla selezione di canzoni molto riconoscibili per la melodia: a cominciare da C'è una chiesetta, che divenne la sigla dell'orchestra, sul modello americano. Alle artistiche contrapposizioni tra i maestri Angelini, Barzizza e Tito Petralia fa anche riferimento dell'allora radiofonicamente popolarissimo brano del Trio Lescano e Ernesto Bonino (1941) La famiglia canterina, che cita esplicitamente i nomi di Angelini e dei suoi "rivali". Il brano fu poi inciso anche da Vanni & Romigioli, da Natalino Otto e poi da Meme Bianchi, accompagnata dall'Orchestra Ceragioli, e usato dalla Findus per la sua réclame.

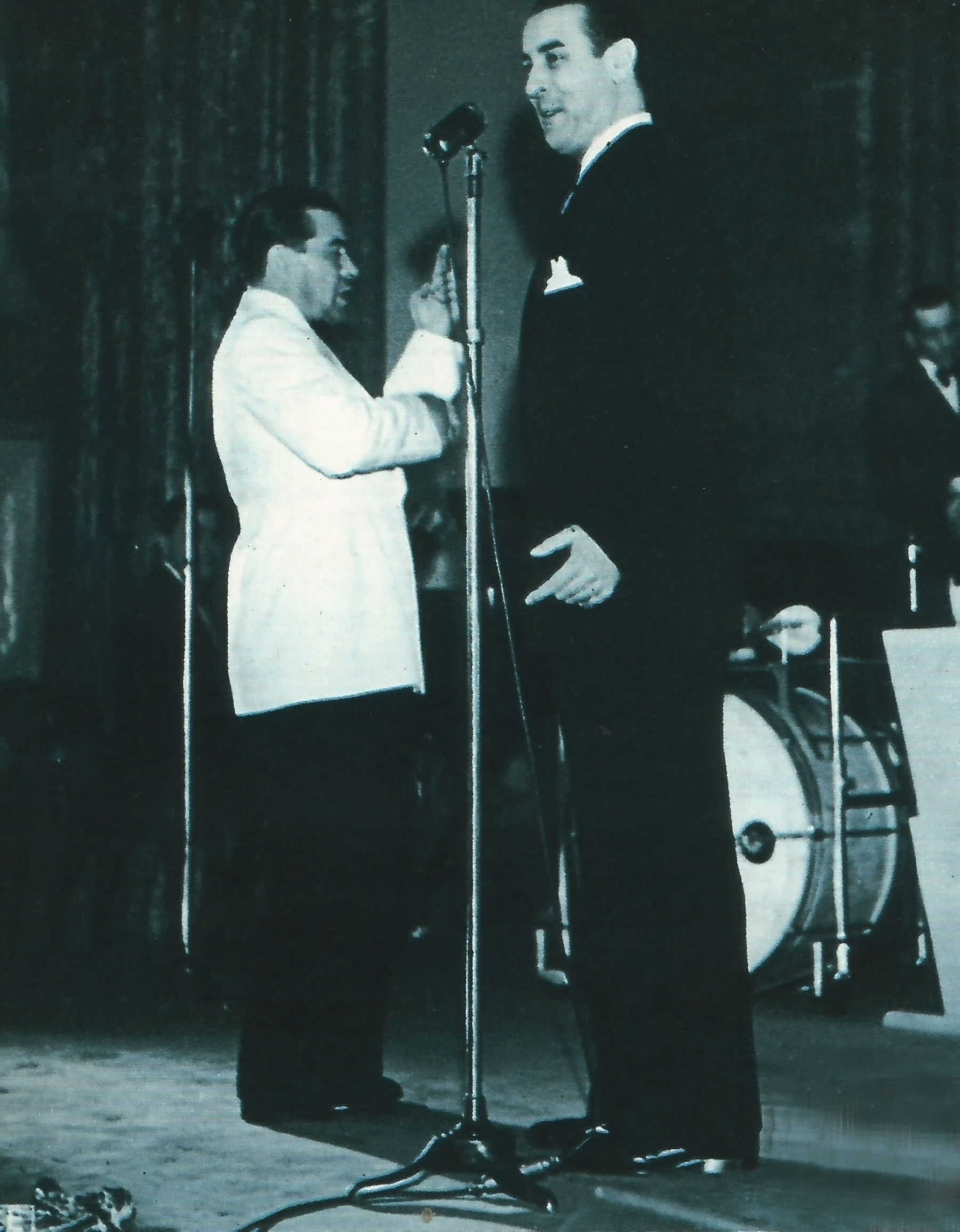
Cinico Angelini e Alberto Rabagliati 1940

La prima sua sigla fu la canzone americana Where or When, di Richard Rodgers, conosciuta in Italia come Dove e quando. Angelini dovette cambiarla sotto le pressioni autarchiche di Regime. C'è una chiesetta... di Cantoni-Rampoldi ne rimase comunque il segno distintivo per tutto il resto della carriera.
Il maestro Angelini non scrisse mai la musica d'una canzone al contrario del "rivale" Pippo Barzizza, il cui identificativo fu la sua Oh boscaiolo!.
Si trattava, in realtà, di una contrapposizione molto forzata: sia pure con toni in parte diversi, le due orchestre esercitarono un'azione di compromesso, o di transizione guidata, mirante a rendere accettabile al pubblico del tempo, costituito in larga parte da ambienti borghesi e relativamente benestanti, lo sviluppo della musica leggera.
L'orchestra di Barzizza era assai meno "americana" di quanto si dicesse e quella di Angelini (che di tanto in tanto si esibiva in composizioni più ritmiche con un piccolo gruppo di esecutori) più aperta alle importazioni di quanto molti pensassero. In qualunque caso, Angelini fu uno dei primi a comprendere l'importanza delle voci, inserite nella struttura musicale orchestrale e soprattutto si dimostrò oculato nella scelta del repertorio, costituito da brani gradevoli e accattivanti alle orecchie del grande pubblico della radio.

## Il Festival di Sanremo

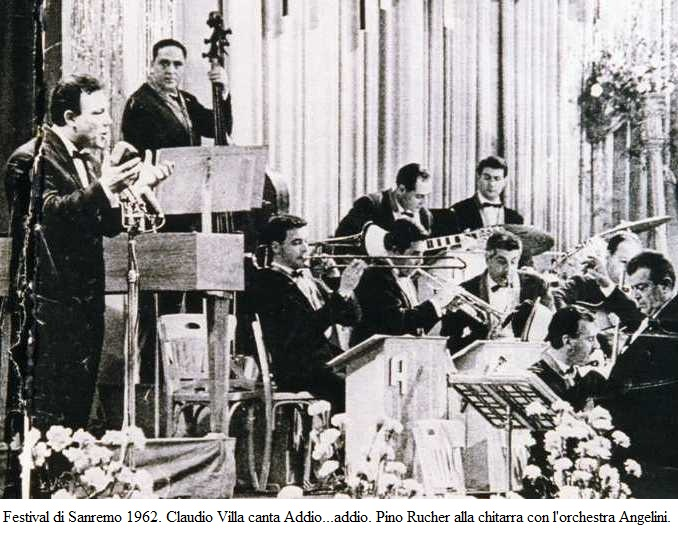
Festival di Sanremo 1962 - Claudio Villa canta Addio...addio. In basso a destra: il direttore d'orchestra, Cinico Angelini. In alto al centro: Pino Rucher alla chitarra e Pierino Munari alla batteria.

In questa veste di mediatore del nuovo, Angelini assunse dopo la guerra il ruolo di figura indiscussa di riferimento, per tutti gli anni cinquanta e i primi anni sessanta, del Festival di Sanremo, dove la sua direzione s'ispirava ostentatamente ai modelli anche visivi delle orchestre classiche, a sottolineare forse non tanto la natura finto-operistica della musica eseguita (ci fu comunque chi ironizzò, come Giovanni Mosca che, sul Corriere della Sera, presentò due spettatori del Festival davanti ad una distesa di archi intenti a chiedersi se stessero assistendo ad una prima del Tristano o ad una prima esecuzione di Occhi neri e cielo blu) quanto la solennità e ufficialità dell'evento. In occasione dell'edizione del 1953, nella quale fu introdotta la doppia esecuzione, le cronache dedicarono ampio spazio ad una presunta rivalità tra il "tradizionalista" Angelini e l'altro direttore Armando Trovajoli, appassionato di jazz e più incline ad orchestrazioni definite, per l'epoca, di «avanguardia». Celebre anche la zuffa, l'anno precedente, con Gino Latilla nel Salone delle feste del Casinò, a causa della rivalità amorosa tra i due per Nilla Pizzi.

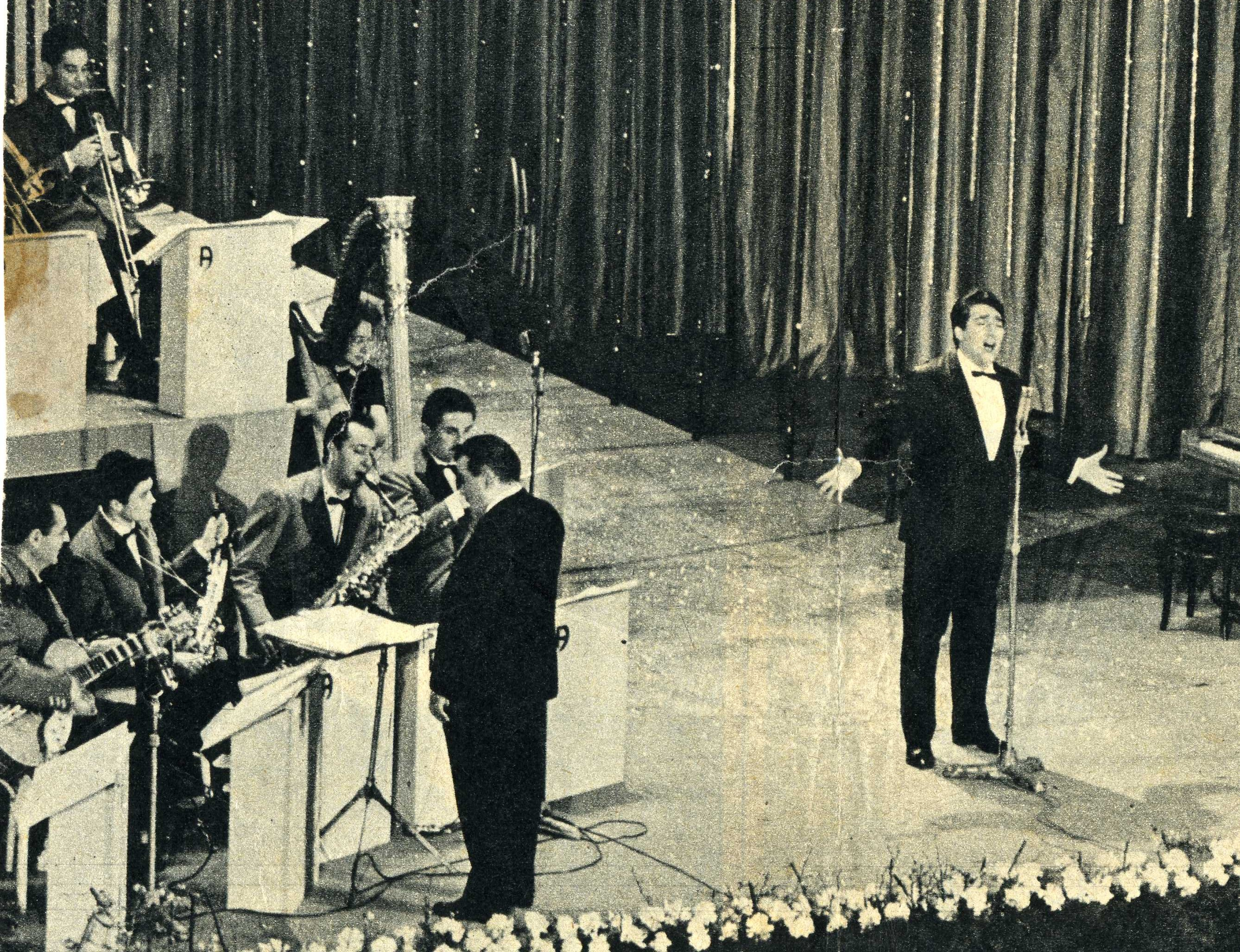
Festival di Sanremo 1960 - Tony Dallara canta Romantica. Pino Rucher (primo da sinistra) con l'orchestra diretta dal M° Cinico Angelini.

Fu anche in finta rivalità col napoletano Giuseppe Anepeta, direttore di una delle due orchestre del Festival di Napoli. Angelini raggiunse l'apice del successo e del potere negli anni cinquanta, quando si trovò di fatto a capo di una "scuderia" composta dai maggiori divi musicali del tempo, inclusa Nilla Pizzi (con la quale il Maestro ebbe anche una relazione sentimentale). Nel corso degli anni sessanta, la contrapposizione tra la sua musica e quella più moderna venne riproposta, ancora artificiosamente, ma forse con qualche maggiore elemento di verità, nel confronto tra i cosiddetti "melodici" e le nuove tendenze del rock and roll, identificate per qualche tempo in Italia con il termine spregiativo "urlatori": etichetta che fu affibbiata di volta in volta a Mina, Celentano, Little Tony, Tony Dallara.

## Programmi radiofonici RAI
- Il ritornello, Angelini e la sua orchestra, con i cantanti Giorgio Consolini, Giuseppe Negroni, Nilla Pizzi, Mario Querci, Carmen Rizzi, Tonina Torrielli i venerdì programma nazionale 1961.

## Filmografia
- Solo per te Lucia, regia di Franco Rossi (1952)